# サウスオール・タウンFC
サウスオール・タウン・フットボールクラブ（Southall Town Football Club）はイングランドかつて存在していたサッカークラブチーム。2004年に活動を停止。

## 有名選手
- ジェイ・デメリット